# Carl Anthony Payne II
Carl Anthony Payne II (Trenton, 24 maggio 1969) è un attore statunitense.

## Carriera
Ha studiato presso il Fiorello H. LaGuardia High School of Music & Art and Performing Arts, apparendo spesso nella sit-com Martin di Martin Lawrence. Raggiunge la notorietà negli anni ottanta interpretando Walter "Scarafaggio" Bradley nella serie tv I Robinson.

## Filmografia

### Cinema
- L'ultimo drago (The Last Dragon), regia di Michael Schultz (1985)
- Feast 2: Sloppy Seconds, regia di John Gulager (2008)

### Televisione
- I Robinson (The Cosby Show) – serie TV, 12 episodi (1986-1987)
- Hull High – serie TV, 9 episodi (1990)
- In viaggio nel tempo (Quantum Leap) – serie TV, episodio 4x09 (1991)
- Casa Hughley (The Hughleys) – serie TV, episodio 3x08 (2000)
- Girlfriends – serie TV, episodio 7x14 (2007)
- Tyler Perry's Young Dylan – serie TV, episodi 1x01-2x20 (2020)